# Carrer Sant Antoni (Alella)
El Carrer Sant Antoni és una obra d'Alella (Maresme) protegida com a Bé Cultural d'Interès Local.

## Descripció
Està situat al nord del nucli urbà i a ponent del torrent de Vallbona, es tracta d'un carreró d'uns 4 m d'amplada i de poca longitud que inicialment no tenia sortida. En urbanitzar-se el sector situat a ponent, entre el torrent i les Quatre Torres, s'obriren unes escales que connecten el carrer Sant Antoni amb el carrer dels Avellaners, situat a una cota superior. Es caracteritza fonamentalment per l'edificació original que conserva el costat nord. És una successió de cinc cases de cos amb una cornisa comuna que les uneix, amb una alçada de planta baixa i pis. Tenen uns 4 m de crugia de mitjana, tret de la casa de la cantonada que arriba als 9.50 m. Conformen un conjunt molt homogeni caracteritzat per la planor de les façanes, dos eixos verticals de composició -tret del cos de la cantonada, que en té tres-, obertures petites i de proporcions verticals, balcons de ferro a les plantes pis i acabades amb arrebossats pintats. El paviment és de llambordins, amb una franja de peces més grans al costat sud per conduir les aigües de la pluja. La il·luminació es realitza mitjançant fanals adossats a les façanes de la banda nord del carrer. Creixement del nucli urbà del segle xix, a l'esquerra del Torrent Vallbona, al nord del nucli antic d'Alella.

## Història
És un carrer obert del segle xix des del Torrent Vallbona. En urbanitzar-se el carrer Avellaners i el sector comprès entre el torrent i les Quatre Torres, se li donà una sortida pel costat de ponent mitjançant unes escales que salven el desnivell existent entre ambdós carrers.